# Hyperfagi
Hyperfagi eller polyfagi är ett medicinskt symtom av överdriven hunger, som vanligtvis leder till överdrivet ätande (frosseri), övernäring och viktuppgång.
Hyperfagi är ett symtom på många och olika sjukdomar. Det ses ibland vid sjukdomar på hypotalamus, Prader-Willis syndrom, bulimi, giftstruma, diabetes melitus, Cushings syndrom, atypisk depression, med mera. Hyperfagi är normalt vid graviditet, och för barn och unga som växer snabbt.
Symtomet kan endokrint sett bero på ett flertal obalanser. Det har iakttagits vid nivåförändringar av ghrelin, neuropeptid Y, serotonin, leptin samt vid östrogenbrist, med mera.